# تيم كيمبتون
تيم كيمبتون (بالإنجليزية: Tim Kempton)‏ مواليد 25 يناير 1964 في جامايكا، كوينز، هو لاعب كرة سلة أمريكي سابق. بدأ مسيرته الاحترافية في سنة 1986. تم اختياره من قبل فريق لوس أنجلوس كليبرز خلال الدرافت. يبلغ طوله 6 قدم 10 بوصة (2.1 م). اعتزل اللعب في 2000. أحرز خلال مسيرته في الإن بي إيه 1259 نقطة بمعدل 4.5 نقاط في المباراة الواحدة.

## المسيرة الاحترافية
لعب مع لوس أنجلوس كليبرز في موسم 1986–1987، ثم لعب مع باسكت نابولي في موسم 1987–1988، ثم لعب مع شارلوت هورنتس في موسم 1988–1989، ثم لعب مع دنفر ناغتس في موسم 1989–1990، ثم لعب مع فينيكس صنز في موسم 1992–1993، ثم لعب مع شارلوت هورنتس في سنة 1994، ثم لعب مع أولمبيا ميلانو في الدوري الإيطالي في سنة 1994، ثم لعب مع كليفلاند كافالييرز في سنة 1994، ثم لعب مع ليموج سي إس بي في الدوري الفرنسي في موسم 1994–1995.

## روابط خارجية
- تيم كيمبتون على موقع إن بي أي (الإنجليزية)
- تيم كيمبتون على موقع سبورتس رفرنس (الإنجليزية)
- تيم كيمبتون على موقع الدوري الإسباني لكرة السلة (الإسبانية)
- تيم كيمبتون على موقع كرة السلة الأوروبية.كوم (الإنجليزية)
- تيم كيمبتون على موقع كلية كرة السلة في سبورتس رفرنس.كوم (الإنجليزية)
- تيم كيمبتون على موقع ريلجم (الإنجليزية)
- تيم كيمبتون على موقع بروبوليرز (الإنجليزية)
- تيم كيمبتون على موقع سبورتس رفرنس (الإنجليزية)